# Gaby Baginsky

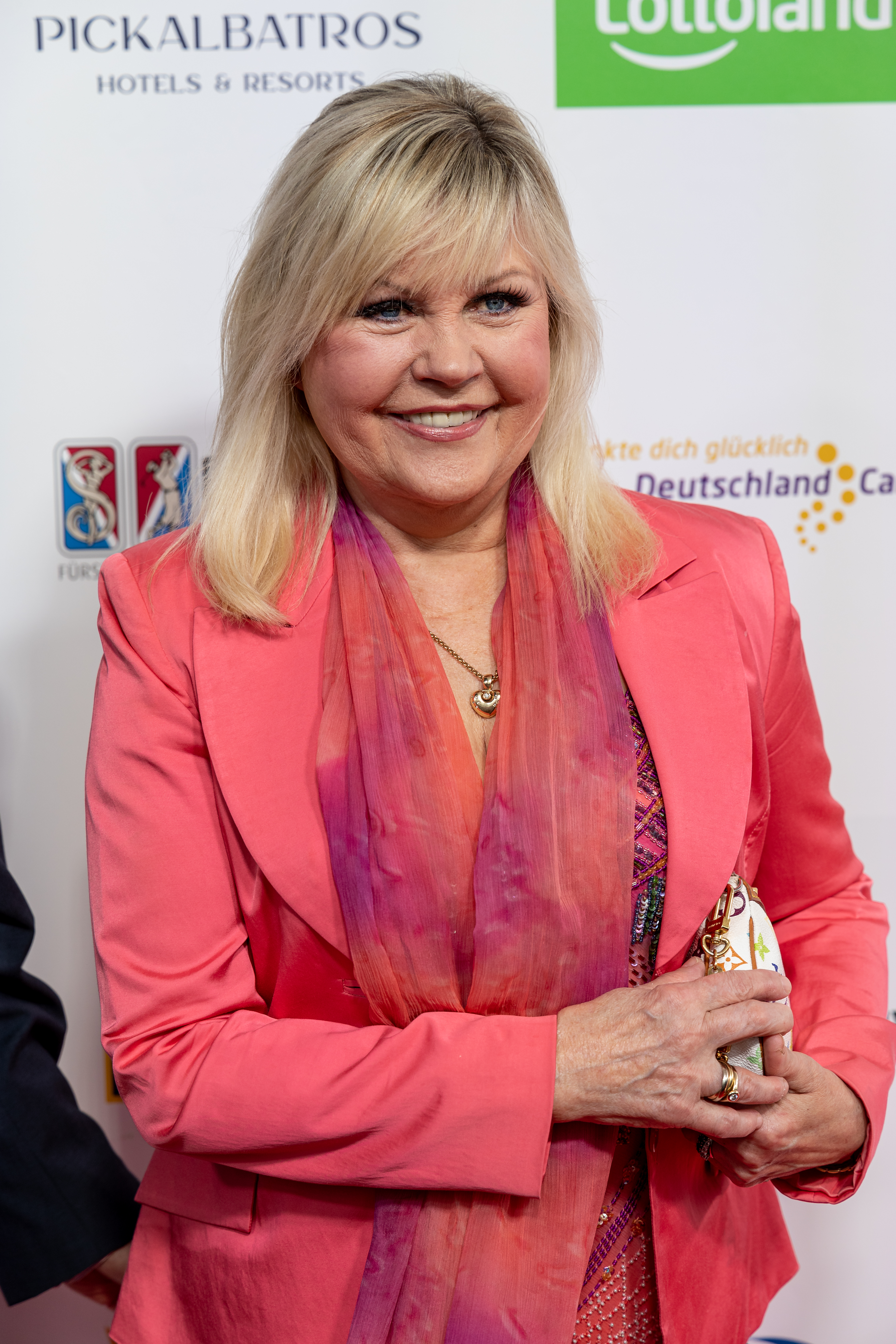
Gaby Baginsky bei Preisverleihung der Goldenen Sonne im Jahr 2023

Gaby Baginsky (eigentlich Gabriele Baginski; * 21. Februar 1954 in Salzbergen, Niedersachsen) ist eine deutsche Schlagersängerin.

## Leben
Gaby Baginsky studierte nach der Schule Musik und nahm Unterricht in Choreographie und Sprecherziehung. 1970 veröffentlichte sie ihre erste Single. Den Durchbruch als Schlagersängerin schaffte sie 1975 mit dem Titel Häng die Gitarre nicht an den Nagel, dem weitere Singles sowie Rundfunk- und Fernsehauftritte folgten. In den 1980er Jahren wurde es etwas ruhiger um Baginsky, bis sie 1993 ein Comeback hatte.
1982 nahm sie mit So wie Du bist an der Deutschen Vorentscheidung zum Eurovision Song Contest teil. Sie belegte unter zwölf Teilnehmern den 9. Platz.
1994 nahm Gaby Baginsky mit dem Titel Verzeih mein Freund bei den Deutschen Schlager-Festspielen teil und erreichte den 7. Platz. Ihren größten Erfolg hatte sie bei den Schlager-Festspielen 1998, als sie mit dem Titel Männer versteh'n nur was sie woll'n den ersten Preis – die Goldene Muse – gewann. Seither hatte sie zahlreiche Auftritte, unter anderem in der ZDF-Hitparade, der Schlagerparade im Südwestrundfunk und der Goldenen Eins der ARD. Im September 2010 war sie Kandidatin bei der RTL-Spielshow 101 Wege aus der härtesten Show der Welt.
Seit 1994 ist sie verheiratet. Gaby Baginsky wohnte lange Zeit in Rheine und ist wohnhaft in Bad Bentheim.

## Erfolgstitel
- Er wär’ so gern ein Easy Rider
- Olala – Heute fängt die Party an
- Häng die Gitarre nicht an den Nagel (1975)
- Drei Tage Paris (1975)
- Diebe kommen am Abend (1977)
- Mein Charly ist klasse (1977)
- Der Rum von Barbados (1979)

- Marigot Bay
- Diskjockey Napolitano
- Fiesta de Playa (1992)

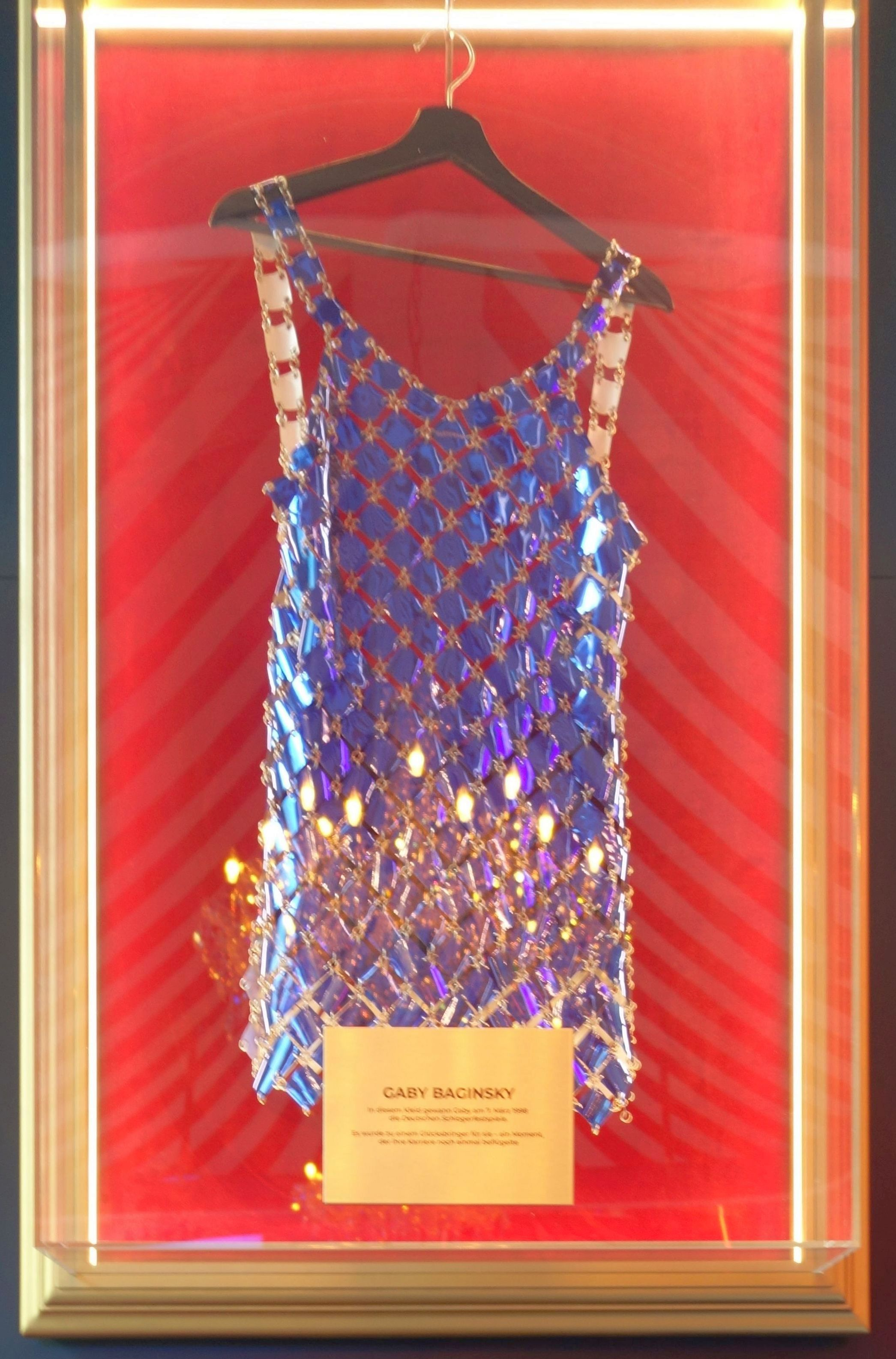
In diesem Kleid gewann Gaby Baginsky die Deutschen Schlagerfestspiele 1998 (ausgestellt im „Schlager Café“ in Düsseldorf, 2025)

- Wer hat Dir das Küssen beigebracht (1994)
- Roderich (1995)
- Wenn Du nicht verheiratet wärst
- Bodyguard
- Es kann mit 40 wie mit 20 sein
- Männer versteh’n nur was sie woll’n
- Heut’ geht die Post ab
- Baila, baila tanz heut Nacht für mich
- Mit 50 ist das Leben eben lang noch nicht vorbei
- Es ist schön, mit dir zu leben
- Heute, morgen, immer und ewig
- Man kann nicht immer nur gewinnen
- Ich könnt nicht leben ohne dich
- Ich bin mehr für das Meer (1976)

## Diskografie

### Alben
- 1977: Diebe kommen am Abend
- 1980: Gaby Baginsky
- 1987: Ich muß singen
- 1988: Stimmung ist Trumpf
- 1990: Wahnsinnsgefühl (VÖ: 15. November 1990)
- 1994: Wer hat Dir das Küssen beigebracht
- 1995: Ich liebe das Leben
- 1996: Typisch… Gaby Baginsky
- 1996: Lieder für Dich
- 1998: Viel Gefühl
- 1999: Mehr von mir
- 1999: Ich habe das Christkind geseh’n
- 2001: Tagträume
- 2002: Gaby Goes Country
- 2003: Echte Wunder
- 2004: So ist das Leben
- 2005: Auf Wolken schweben
- 2007: Zusammen jung geblieben
- 2008: Lust am Leben
- 2010: Ich will kein Engel sein
- 2012: Sonne in der Nacht
- 2014: Ich würd das alles wieder tun
- 2015: Auf den Punkt
- 2022: Man muss das Leben tanzen
- 2023: Älter werden können wir später

### Singles (Auswahl)
- 1972: Pasadena 44008 / Discjockey Napolitano
- 1972: Von Calais nach Dover / Ein junger Mann geht durch meine Träume
- 1973: Gelber Bumerang (Yellow Boomerang) / Coconut Beach
- 1974: Häng’ die Gitarre nicht an den Nagel / Ein schöner Traum ist wie eine Taube
- 1975: Drei Tage Paris / Er hat heut’ Geburtstag
- 1976: Diebe kommen am Abend / Der Plattenschrank von Großpapa
- 1979: Der Rum von Barbados / Männer gibt's, die gibt's gar nicht
- 1980: Du hast ein Haus, aber kein zuhause / Gangster
- 1980: Er wär so gern ein Easy Rider / Gerade dann

### Maxi-CDs (Auswahl)
- 1994: Steig wieder auf (als Teil von Alle für Alle)
- 2001: Heute, morgen, immer und ewig
- 2002: Ich bin kein Typ für eine Nacht
- 2002: Baila baila Tanz heut Nacht
- 2002: So wie mich deine Hand berührt
- 2003: Mit 50 ist das Leben eben lang noch nicht vorbei
- 2003: So ein Gefühl
- 2003: Frag doch den Sommerwind
- 2003: Ein kleines Dankeschön an meine Eltern
- 2004: Es ist schön mit dir zu leben
- 2004: Die 30er stehn mitten im Leben
- 2004: Man kann nicht immer nur gewinnen
- 2004: So ist das Leben
- 2004: Wenn du heute von mir gehst
- 2005: Heute Abend gehn wir aus
- 2006: Er liebt es so sich zu bewegen
- 2006: Ich fang die Sonne ein
- 2007: Der neue Tag
- 2007: Wir sind zusammen jung geblieben
- 2009: Komm und tanz mit mir (mit Eike Immel)

### Download-Singles
- 2012: Sonne in der Nacht
- 2012: Du siehst so gut aus
- 2013: Komm und tanz noch einmal mit mir
- 2013: In meinem Himmel steht ein Schloss für dich
- 2014: Ich hätte nicht nein gesagt
- 2015: Wer die Augen schließt (wird nie die Wahrheit seh’n) 2015 (als Teil von Mut zur Menschlichkeit)
- 2021: Als ich mich selbst zu lieben begann
- 2023: Älter werden können wir später
- 2023: Damit musst du im Leben halt leben